# 10月26日
10月26日（じゅうがつにじゅうろくにち）は、グレゴリオ暦で年始から299日目（閏年では300日目）にあたり、年末まであと66日ある。

## できごと

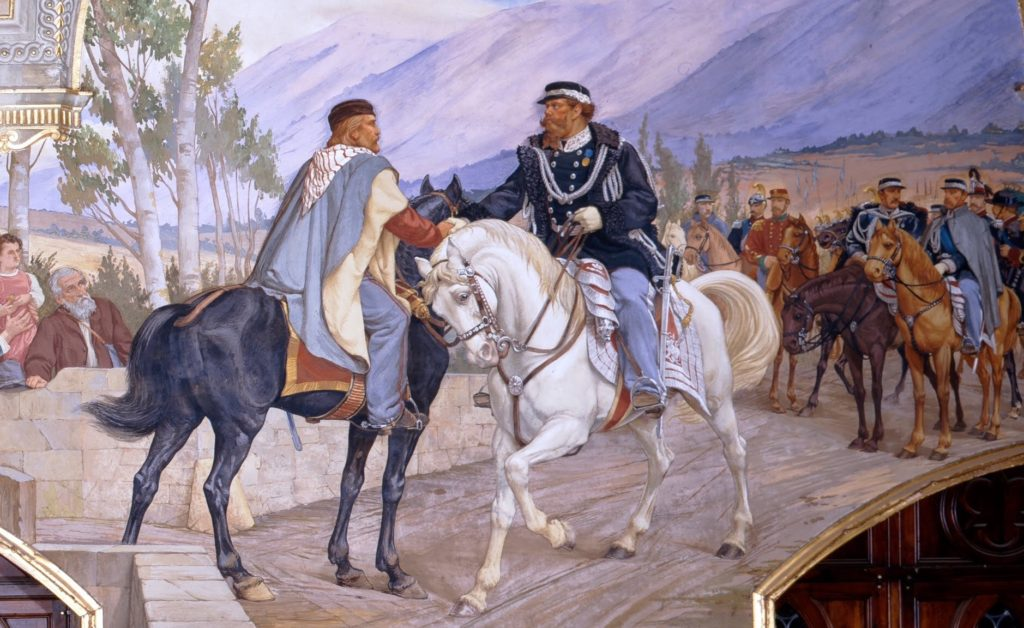
ジュゼッペ・ガリバルディとヴィットーリオ・エマヌエーレ2世の会談(1860)。ガリバルディが領土を献上したことにより、イタリアは統一へと向かう。

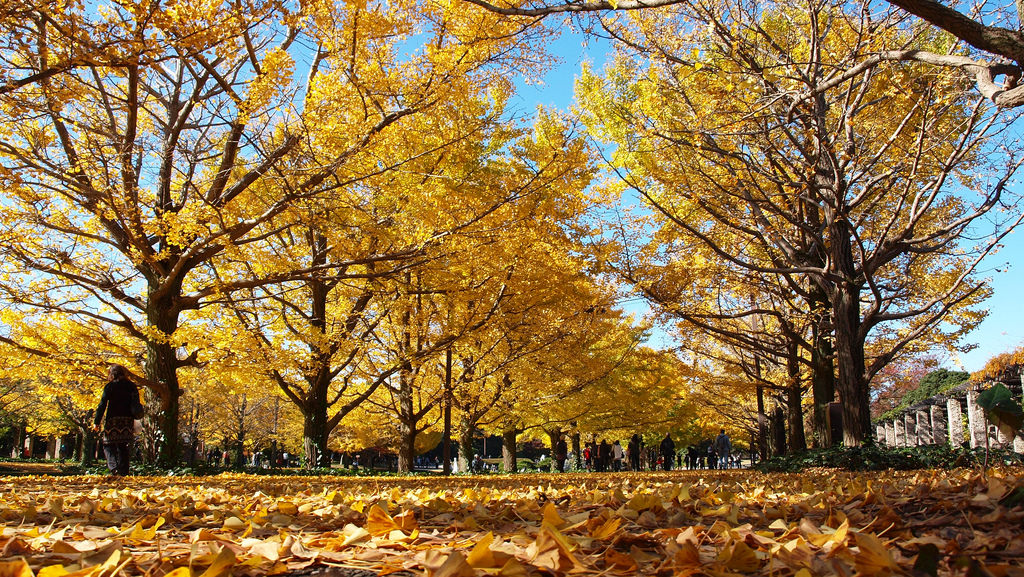
国営昭和記念公園開園(1983)。

- 899年 - アルフレッド大王の息子エドワード長兄王がアングロ・サクソン人の王に即位。
- 990年（正暦元年10月5日） - 一条天皇の女御藤原定子が立后。三后の位が全てふさがっていたため、藤原遵子が「皇后宮」、定子が「中宮」と称される。皇后・中宮並立の初例[1]。
- 1428年（正長元年9月18日） - 京都醍醐の地下人らが徳政を要求して土倉、酒屋、寺院を襲撃し証文を破棄。（正長の土一揆）
- 1597年（慶長2年/宣祖30年9月16日） - 慶長の役: 鳴梁海戦。李舜臣の朝鮮水軍が後退する。
- 1605年 - 火薬陰謀事件: 第4代モンティーグル男爵ウィリアム・パーカーに送られた匿名の手紙によって事件の計画が察知される。
- 1774年 - 第1回大陸会議が閉会。
- 1775年 - アメリカ独立戦争：イギリス国王ジョージ3世が、北米植民地が反乱状態にあると宣言し、鎮圧のための武力行動を容認する。
- 1813年 - 米英戦争：シャトーゲーの戦い。
- 1825年 - エリー運河が全通。
- 1860年 - 両シチリア王国を征服したジュゼッペ・ガリバルディがサルデーニャ王ヴィットーリオ・エマヌエーレ2世とテアーノで会談。ガリバルディはエマヌエーレ2世に征服地を献上。（テアーノの握手）
- 1881年 - 保安官のワイアット・アープとクラントン兄弟らアウトロー「カウボーイズ」がアリゾナ州トゥームストーンのO.K.コラル付近で銃撃戦。（OK牧場の決闘）
- 1905年 - 同君連合スウェーデン=ノルウェーからのノルウェーの分離独立が承認される。
- 1909年 - 伊藤博文が哈爾浜で安重根に暗殺される。
- 1918年 - ドイツの参謀本部次長で第一次世界大戦の戦争指導者であったエーリヒ・ルーデンドルフが、皇帝ヴィルヘルム2世の命により辞職。
- 1941年 - セントライトが京都農林省賞典四歳呼馬に勝ち、日本競馬史上初の三冠馬となる。
- 1942年 - 第二次世界大戦・ソロモン諸島の戦い：南太平洋海戦。
- 1947年 - カシミール紛争：カシミール藩王がイスラム教徒住民の反乱への対応のため、インドへの編入を申請し防衛援助を求める。
- 1947年 - 日本で、日本国憲法制定に伴い改正刑法を公布。不敬罪・姦通罪を廃止。
- 1948年 - 東富士欽壹が第40代横綱に昇進。
- 1950年 - 朝鮮戦争: 韓国軍6師団7連隊が慈江道楚山郡で鴨緑江左岸に到達する。(写真)
- 1951年 - チベット侵攻: 中国陸軍18軍（軍長:張国華）2500名余りがラサに入城する。
- 1954年 - 山口県吉敷郡大内村仁保（現在・山口市仁保下郷）で一家6人が殺害（仁保事件）、翌年容疑者が逮捕されるが結局冤罪と判明した。
- 1955年 - オーストリア議会が永世中立を決議。
- 1955年 - ベトナム共和国（南ベトナム）が成立。ゴ・ディン・ジエムが大統領に就任。
- 1958年 - ボーイング707がパンアメリカン航空により初飛行。
- 1961年 - 大分交通別大線で電車が土砂崩れに巻き込まれる事故。乗客31人死亡、乗員乗客36人が重軽傷を負った[2]。
- 1963年 - 茨城県東海村の日本原子力研究所の動力試験炉（JPDR）が日本で初めて原子力による発電に成功。
- 1967年 - イラン皇帝モハンマド・レザー・パフラヴィーが戴冠。
- 1970年 - 埼玉県志木市が市制施行。
- 1979年 - 朴正煕が、宴席に同席していた大韓民国中央情報部（KCIA）部長・金載圭によって射殺される。（朴正煕暗殺事件）
- 1979年 - TBSテレビで『3年B組金八先生』第1シリーズが放送開始。
- 1983年 - 東京の米軍立川基地跡地に国営昭和記念公園が開園。
- 1989年 - TBSビデオ問題：オウム真理教関係者がTBSテレビ『3時にあいましょう』のスタッフにオウム真理教を取り上げた番組VTR視聴を要求、プロデューサーの指示でオウム側にVTR視聴を認める。
- 1992年 - 日本初の神道専門の博物館「皇學館大学神道博物館」が開館[3]。
- 1998年 - 横浜ベイスターズが日本シリーズで西武ライオンズを下し38年ぶり2度目の日本一。
- 1999年 - 桶川ストーカー殺人事件発生。事件前に埼玉県警上尾署に訴えたが対応せず、捜査調書の改竄も判明。
- 2001年 - 米国愛国者法が発効。
- 2005年 - 千葉ロッテマリーンズが日本シリーズで阪神タイガースを4戦全勝で下し31年ぶり3度目の日本一に輝く。
- 2005年 - シカゴ・ホワイトソックスがワールドシリーズでヒューストン・アストロズを4戦全勝で下し88年ぶり3度目のワールドチャンピオンに輝く。
- 2006年 - 北海道日本ハムファイターズが日本シリーズで中日ドラゴンズを4勝1敗で下し44年ぶり2度目の日本一に輝く。
- 2008年 - リトアニアで議会選挙の決選投票が行われる。対露協調派の与党が議席数を減らす一方で、強硬派の野党が躍進。
- 2012年 - マイクロソフトがWindows 8を発売。
- 2015年 - アフガニスタン東部のバダフシャーン州でマグニチュード7.4の地震発生[4]。（アフガニスタン地震）
- 2017年 - アメリカ国立公文書記録管理局、1963年に発生したケネディ大統領暗殺事件関連資料の一部を公開[5]
- 2018年 - AppleがiPhone XRを発売[6]。
- 2019年 - アメリカ軍のカイラ・ミューラー作戦によりISILの指導者アブー・バクル・アル＝バグダーディーが死亡[7]。

## 誕生日
| 大胆なれ さらに大胆なれ 常に大胆なれ |

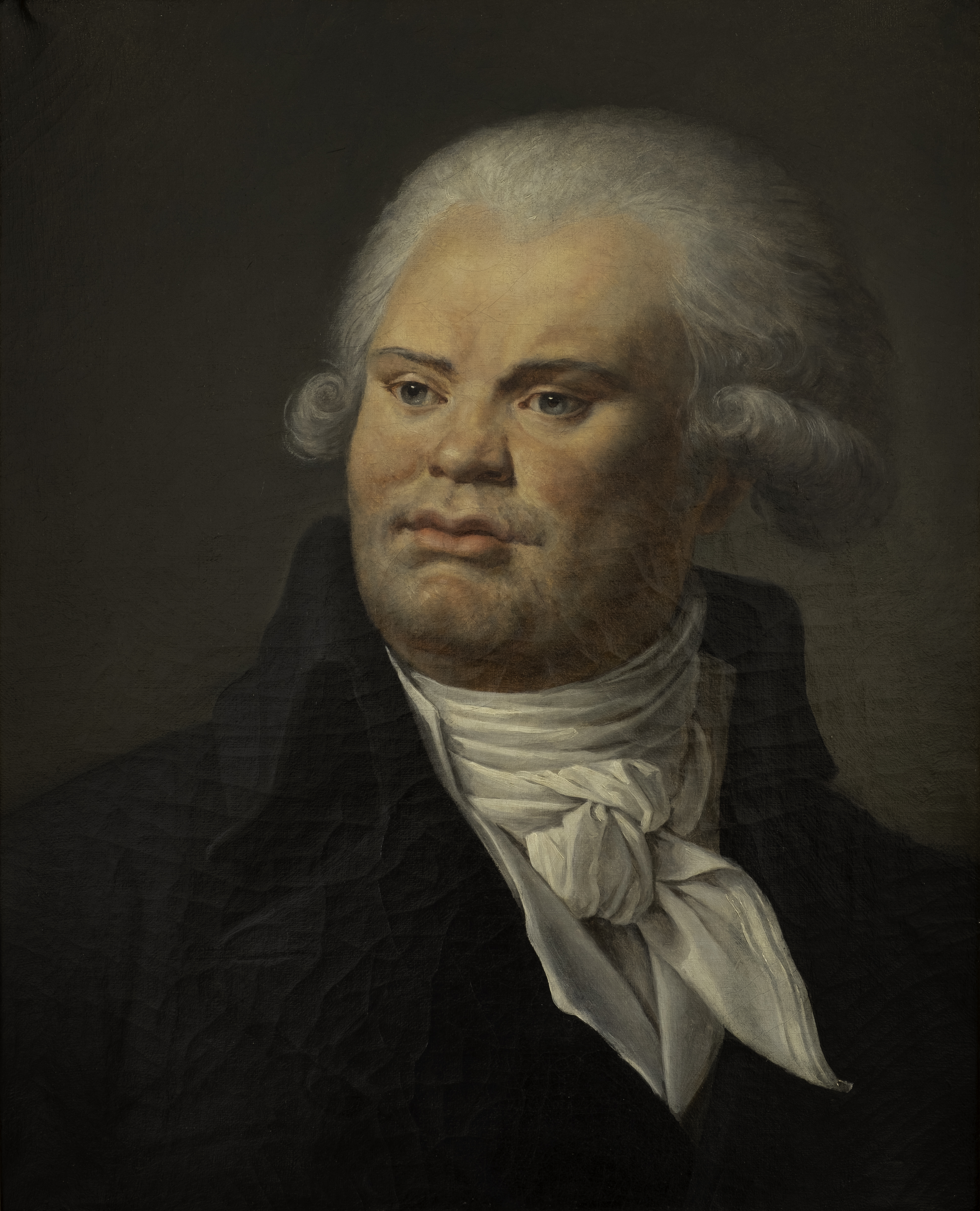
フランス革命で活躍した革命政治家、ジョルジュ・ダントン(1759-1794)誕生。

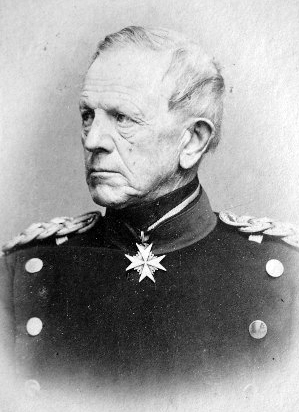
近代ドイツ陸軍の父、大モルトケことヘルムート・カール・ベルンハルト・フォン・モルトケ(1800-1891)誕生。

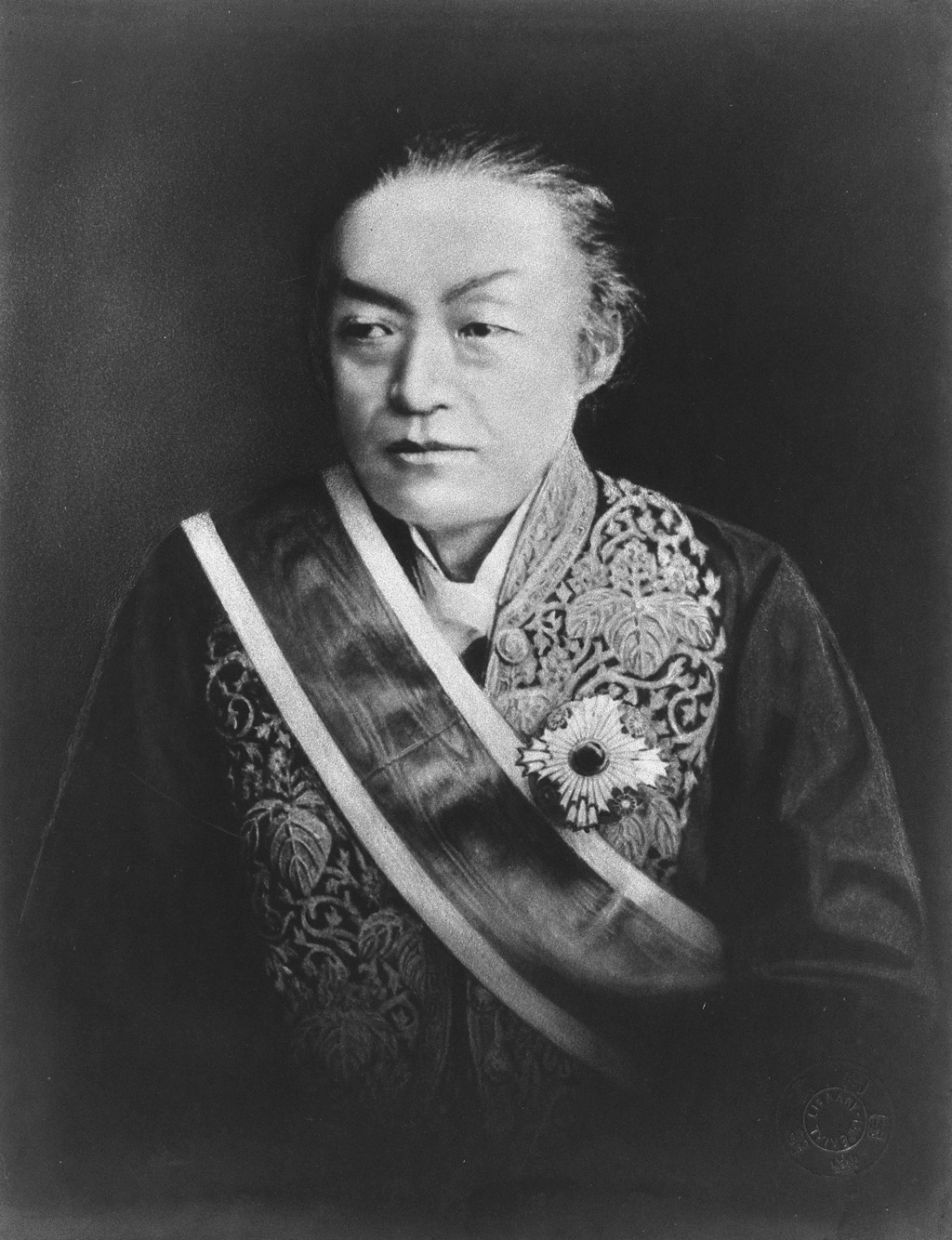
公家、政治家岩倉具視(1825-1883)誕生。幕末に公武合体を唱え、和宮親子内親王降嫁を推進。討幕運動に加わり、明治維新後は政府要職を歴任した。

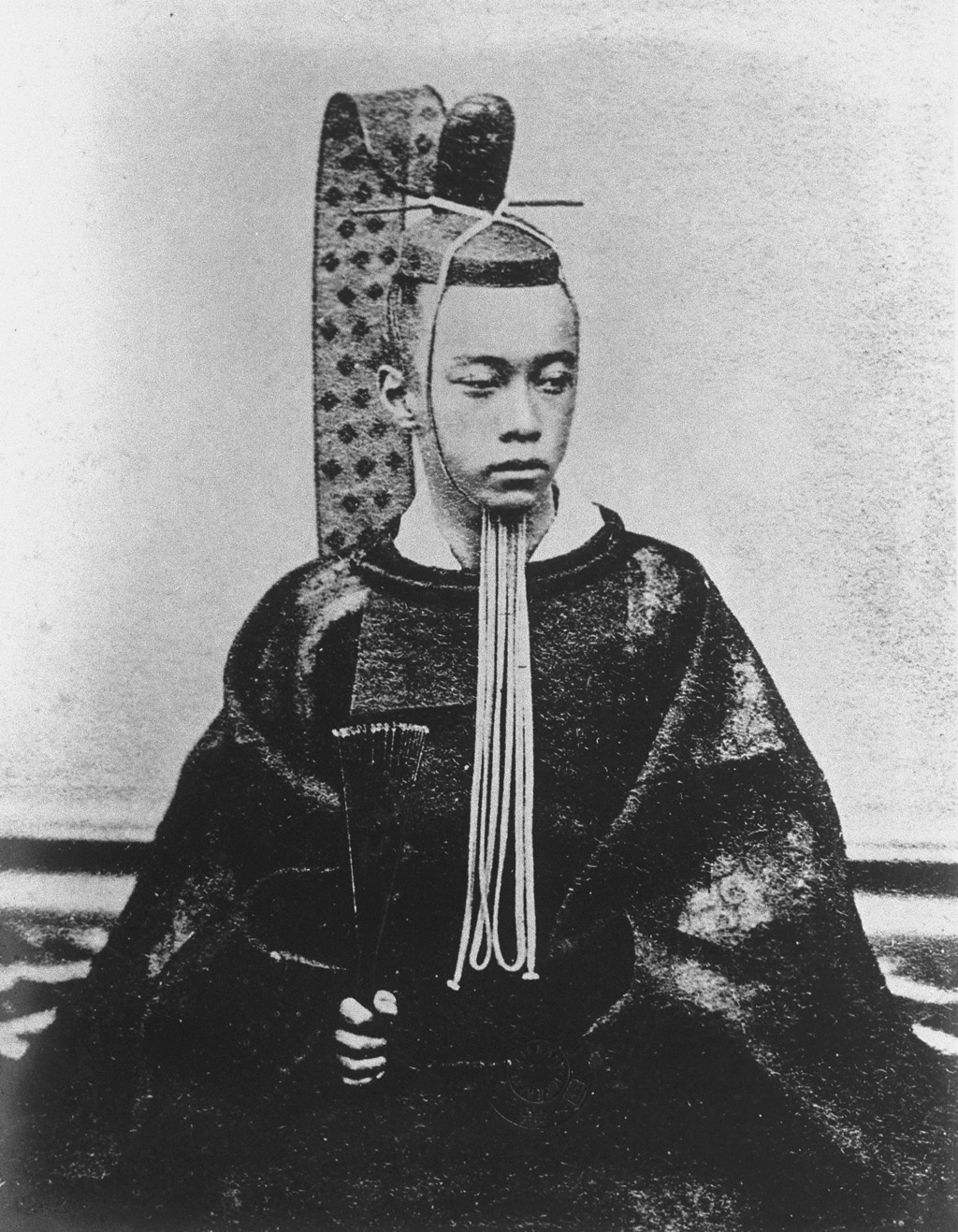
最後の水戸藩主、徳川昭武(1853-1910)誕生。パリ万国博覧会の使節として欧州を歴訪した。

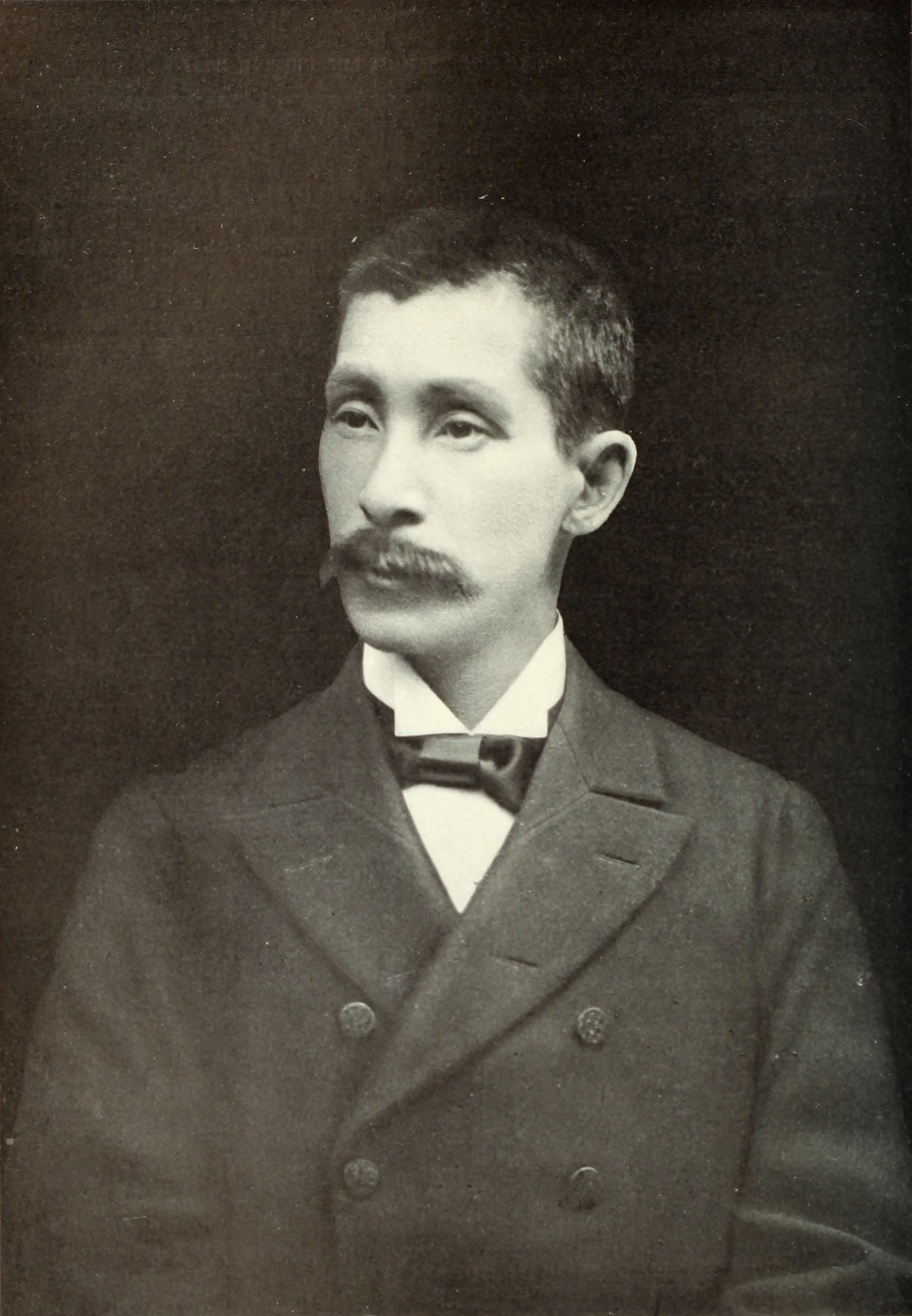
日英同盟やポーツマス条約をまとめた外交官、小村壽太郎(1855-1911)誕生。

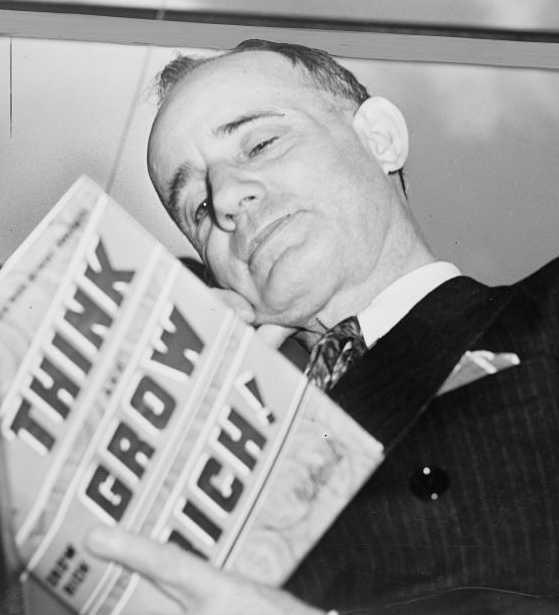
成功哲学の先駆者である著作家ナポレオン・ヒル(1883-1958)誕生。自著『頭を使って豊かになれ』を手に。

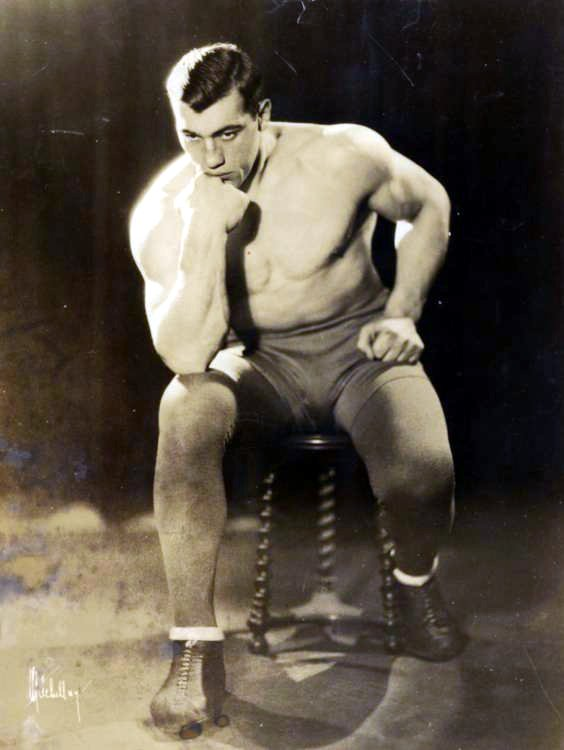
205cm、120kgの巨漢プロボクサー、プリモ・カルネラ(1906-1999)誕生。

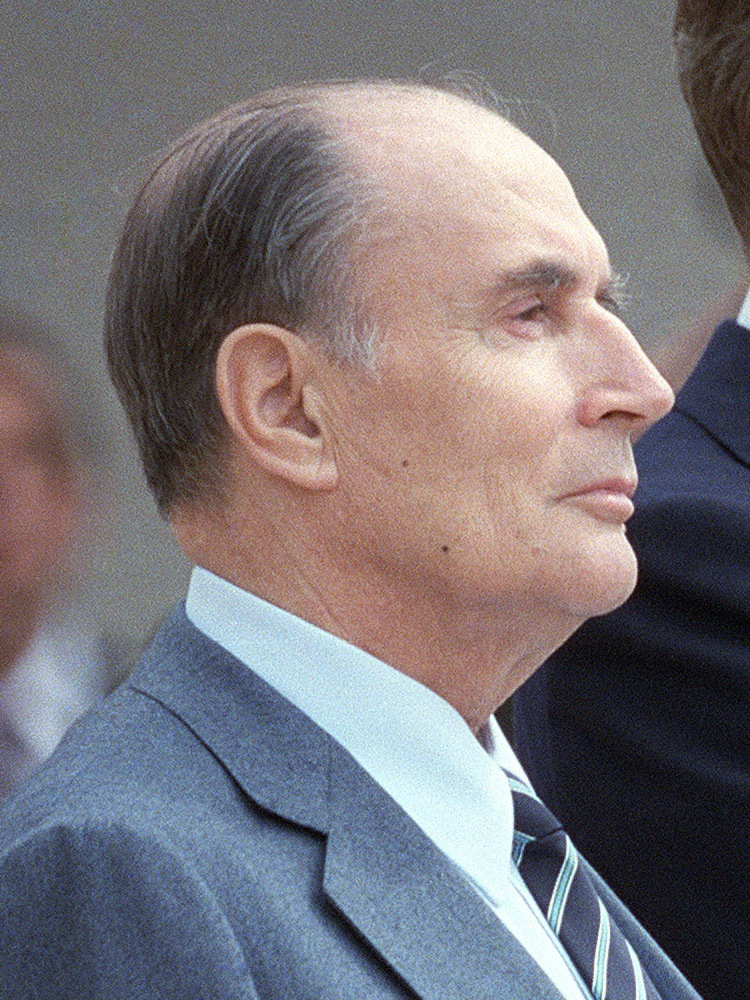
第4代フランス大統領、フランソワ・ミッテラン(1916-1996)誕生。

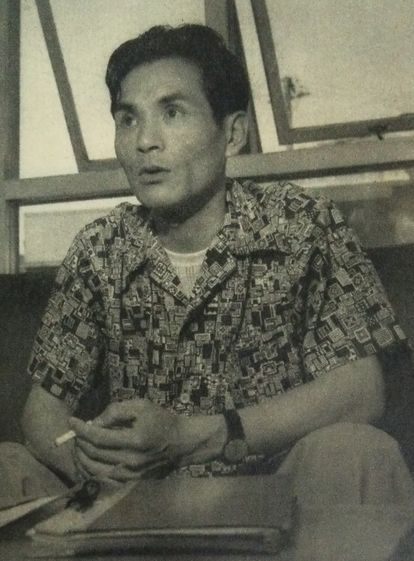
作曲家、渡久地政信(1916-1998)誕生。『島のブルース』、『お富さん』など多くの歌謡曲を手掛けた。

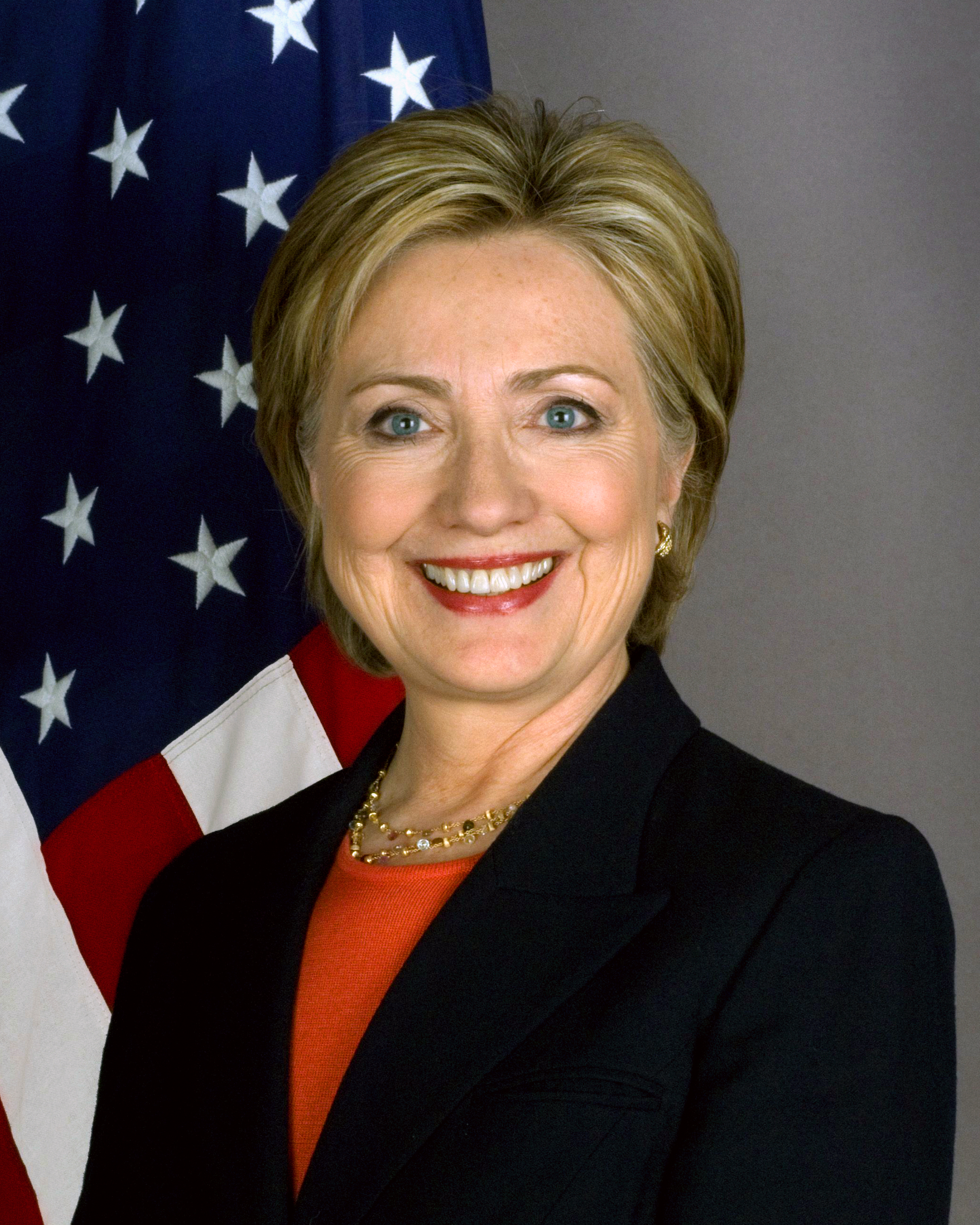
ヒラリー・クリントン(1947-)誕生。

- 1613年（慶長13年9月13日）- 水野忠職、第2代信濃国松本藩主（+ 1668年）
- 1619年（元和5年9月19日）- 細川光尚、第2代肥後国熊本藩主（+ 1650年）
- 1645年 - アールト・デ・ヘルデル、画家（+ 1727年）
- 1673年 - ディミトリエ・カンテミール、文人、学者（+ 1723年）
- 1685年 - ドメニコ・スカルラッティ、作曲家（+ 1757年）
- 1694年 - ユーハン・ヘルミク・ルーマン、作曲家（+ 1758年）
- 1701年（元禄14年9月25日）- 松平直好、第2代越後国糸魚川藩主（+ 1739年）
- 1715年（正徳5年9月29日）- 松平乗祐、初代三河国西尾藩主（+ 1769年）
- 1723年（享保8年9月28日）- 松平近形、第5代豊後国府内藩主（+ 1773年）
- 1730年（享保15年9月15日）- 佐竹義忠、第6代出羽国岩崎藩主（+ 1787年）
- 1757年 - カール・レオンハルト・ラインホルト、哲学者（+ 1823年）
- 1759年 - ジョルジュ・ジャック・ダントン、フランス革命の指導者（+ 1794年）
- 1794年 - コンスタンチン・トーン、建築家（+ 1881年）
- 1795年 - ニコラオス・マンザロス（英語版）、作曲家（+ 1872年）
- 1797年 - ジュディッタ・パスタ、歌手（+ 1872年）
- 1800年 - ヘルムート・カール・ベルンハルト・フォン・モルトケ、軍人（+ 1891年）
- 1802年 - ミゲル1世、ポルトガル王（+ 1866年）
- 1825年（文政8年9月15日）- 岩倉具視、政治家、明治維新の元勲（+ 1883年）
- 1836年（天保7年9月17日） - 関口隆吉、政治家、初代静岡県知事、第2代山口県知事、静岡女学校（後の静岡英和女学院）創立者の一人（+ 1889年）
- 1842年 - ヴァシーリー・ヴェレシチャーギン、画家（+ 1904年）
- 1847年（弘化4年9月18日） - 菊池九郎、教育者、官吏、政治家、新聞東奥日報創刊者、元東津軽郡郡長、初代、第7代弘前市長、元山形県知事（+ 1926年）
- 1849年 - フェルディナント・ゲオルク・フロベニウ（英語版）、数学者（+ 1917年）
- 1850年 - 中川謙二郎、教育家（+ 1928年）
- 1853年（嘉永6年9月24日）- 徳川昭武、第11代水戸藩主（+ 1910年）
- 1855年（安政2年9月16日） - 小村壽太郎、外務大臣（+ 1911年）
- 1859年 - アルトゥール・フリードハイム、音楽家（+ 1932年）
- 1859年 - フランク・セレー、メジャーリーグ監督（+ 1909年）
- 1865年 - ベンジャミン・グッゲンハイム、実業家（+ 1912年）
- 1866年（慶応2年9月18日） - 山岡順太郎、実業家、教育者、第11代関西大学学長（+ 1928年）
- 1869年 - ワシントン・ルイス、第13代ブラジル連邦共和国大統領（+ 1957年）
- 1870年（明治3年10月2日） - 加藤寛治、日本海軍の連合艦隊司令長官・軍令部長（+ 1939年）
- 1870年 - 松寺竹雄、検事、官僚（+ 1935年）
- 1870年 - 下岡忠治、官僚、政治家（+ 1925年）
- 1872年 - 桑原節次、地方公務員、作詞家、郷土史家（+ 1954年）
- 1874年 - マーチン・ローリー、化学者（+ 1936年）
- 1880年 - アンドレイ・ベールイ、作家、詩人（+ 1934年）
- 1883年 - ナポレオン・ヒル、作家、哲学者（+ 1958年）
- 1883年 - ポール・ピルグリム、陸上選手（+ 1958年）
- 1886年 - 阿部みどり女、俳人（+ 1980年）
- 1886年 - 二荒芳徳、官僚、政治家、元日本体育専門学校（現日本体育大学）校長（+ 1967年）
- 1888年 - 物集和子、小説家、掃苔家（+ 1979年）
- 1888年 - ネストル・マフノ、革命家（+ 1934年）
- 1893年 - 高垣勝次郎、実業家、旧三菱商事最後の社長、戦後三菱商事初代社長（+ 1967年）
- 1893年 - 佐喜眞興英、民俗学者（+ 1925年）
- 1894年 - 伊原宇三郎、洋画家（+ 1976年）
- 1894年 - 竹内時男、物理学者（+ 1944年）
- 1895年 - 郷隆、教育者、ボート競技（ローイング競技）選手（+ 1944年）
- 1896年 - 武居三吉、農芸化学者、元京都教育大学学長（+ 1952年）
- 1900年 - 信原聖、朝鮮総督府官僚、平安北道知事、慶尚南道知事（+ 没年不詳）
- 1902年 - カール・シャウプ、経済学者（+ 2000年）
- 1902年 - ジャック・シャーキー、ボクサー（+ 1994年）
- 1902年 - 高井としを、労働運動家（+ 1983年）
- 1904年 - 鈴木澄子、女優（+ 1985年）
- 1905年 - 柳生亮三、動物学者（+ 2013年）
- 1906年 - プリモ・カルネラ、ボクサー（+ 1994年）
- 1907年 - 星ひかる、俳優、映画監督、脚本家（+ 没年不詳）
- 1908年 - 松田道雄、医師、育児評論家（+ 1998年）
- 1908年 - 小尾十三、小説家、技師（+ 1979年）
- 1911年 - ソーリー・マクリーン（英語版）、詩人（+ 1996年）
- 1912年 - ドン・シーゲル、映画監督（+ 1991年）
- 1913年 - 織田作之助、作家（+ 1947年）
- 1913年 - 岡崎耕三、裁判官、弁護士（+ 1993年）
- 1914年 - ジャッキー・クーガン、俳優（+ 1984年）
- 1915年 - 朝吹四郎、建築家（+ 1988年）
- 1915年 - ジョー・フライ、レーサー（+ 1950年）
- 1916年 - フランソワ・ミッテラン、政治家、第4代フランス大統領（+ 1996年）
- 1916年 - 渡久地政信、歌手、作曲家（+ 1998年）
- 1918年 - 鮫島博一、海軍軍事、海上自衛官、第10代海上幕僚長（+ 2000年）
- 1919年 - 篠原三代平、経済学者（+ 2012年）
- 1919年 - モハンマド・レザー・パフラヴィー、イラン・パフラヴィー朝第2代国王（+ 1980年）
- 1922年 - 岩崎京子、児童文学者（+ 2025年）
- 1922年 - 神田博司、民法学者、中央大学名誉教授（+ 1986年）
- 1923年 - 蓼沼謙一、労働法学者、第8代一橋大学学長、一橋大学名誉教授（+ 2011年）
- 1923年 - 下社邦男、元プロ野球選手（+ 没年不詳）
- 1924年 - 小泉淳作、日本画家、陶芸家（+ 2012年）
- 1924年 - ヨハンナ・マルツィ、ヴァイオリニスト（+ 1979年）
- 1925年 - 瀬川昌治、映画監督、脚本家、演出家（+ 2016年）
- 1925年 - 繁尾久、アメリカ文学者、翻訳家、明治学院大学名誉教授（+ 1993年）
- 1926年 - 滝田政治、元プロ野球選手
- 1928年 - 勝田康三、テレビプロデューサー（+ 2005年）
- 1929年 - 榎本勝起、アナウンサー（+ 2021年）
- 1930年 - 深町幸男、テレビドラマ演出家、舞台演出家、映画監督（+ 2014年）
- 1931年 - 山田重雄、バレーボール元日本代表監督（+ 1998年）
- 1934年 - 原秀三郎、歴史学者、静岡大学名誉教授
- 1934年 - 眞崎知生、薬理学者、筑波大学名誉教授、京都大学名誉教授（+ 2020年）
- 1934年 - ジャック・ルーシェ、ピアニスト、作曲家（+ 2019年）
- 1935年 - 北桂子、シャンソン歌手、元女優、元タレント、元モデル（+ 2011年）
- 1936年 - シェリー・モリソン（英語版）、女優（+ 2019年）
- 1936年 - ピーター・レイモンド・グラント、生物学者（グラント夫妻）
- 1937年 - 塚田紀美子、体操選手
- 1938年 - 中野武宣、天文学者
- 1939年 - 安藤元博、元プロ野球選手（+ 1996年）
- 1940年 - 沖島勲、映画監督、脚本家（+ 2015年）
- 1941年 - 新保鋭、元スピードスケート選手（+ 2005年）
- 1942年 - 亀山紘、政治家、元宮城県石巻市長
- 1942年 - 大橋謙策、社会福祉学者、日本社会事業大学名誉教授
- 1942年 - ミルトン・ナシメント、歌手
- 1942年 - ボブ・ホスキンス、俳優（+ 2014年）
- 1943年 - 常石敬一、学者（+ 2023年）
- 1944年 - 合月勇、演出家
- 1944年 - 山川啓介、作詞家（+ 2017年）
- 1945年 - 櫻井よしこ、ジャーナリスト
- 1945年 - 高橋義夫、小説家
- 1946年 - 山口嘉三、俳優、声優
- 1946年 - 北山禎介、銀行家、元三井住友銀行CEO、元三井住友フィナンシャルグループ社長
- 1946年 - 大島隆義、素粒子物理学者
- 1946年 - パット・セイジャック、テレビ司会者
- 1946年 - チャック・ウィルソン、タレント
- 1947年 - 北方謙三、作家
- 1947年 - 齋藤裕、建築家
- 1947年 - 小山正、元プロ野球選手
- 1947年 - 渡辺弘基、元プロ野球選手
- 1947年 - ヒラリー・クリントン、政治家
- 1947年 - イアン・アシュレイ（Ian Ashley）、レーサー
- 1948年 - 高木長之助、柔道家（+ 2016年）
- 1949年 - ジャクリーン・スミス、女優
- 1949年 - ケビン・サリバン、プロレスラー（+ 2024年）
- 1951年 - 根津嘉澄、東武鉄道社長
- 1951年 - スティーブ・オンティベロス、元プロ野球選手
- 1951年 - ブーツィー・コリンズ、ミュージシャン
- 1951年 - ジュリアン・シュナーベル、画家、映画監督
- 1952年 - 細坪基佳、フォークシンガー
- 1952年 - 長倉洋海、写真家
- 1953年 - 大屋好正、元プロ野球選手
- 1954年 - 小倉久寛、俳優
- 1955年 - ステファン・ロビンソン（英語版）、宇宙飛行士
- 1955年 - ヤン・ホフマン、フィギュアスケート選手
- 1956年 - リタ・ウィルソン、女優、映画プロデューサー
- 1956年 - あいざき進也、歌手、タレント
- 1957年 - はざまもり、漫画家
- 1957年 - 田中隆三、俳優
- 1959年 - 朝岡聡、フリーアナウンサー
- 1959年 - 木村洋二、アナウンサー
- 1959年 - 久保田篤、タレント、パチンコ評論家
- 1959年 - 牧野エミ、女優（+ 2012年）
- 1959年 - エボ・モラレス、政治家、第80代ボリビア大統領
- 1959年 - 金井豊、陸上競技選手（+ 1990年）
- 1960年 - 関塚隆、サッカー選手、指導者
- 1961年 - ディラン・マクダーモット、俳優
- 1962年 - 古谷盛人、元プロ野球選手
- 1962年 - ケイリー・エルウィス、俳優
- 1963年 - トム・カバナー（英語版）、俳優
- 1963年 - ナタリー・マーチャント（英語版）、ミュージシャン
- 1963年 - テッド・デミ、映画監督　（+ 2002年）
- 1964年 - 内海修宏[8]、俳優
- 1964年 - 高野和明、小説家、脚本家
- 1964年 - 野村義男、ミュージシャン
- 1964年 - 山口憲一、ミュージシャン（wface、元MAGIC）
- 1964年 - 渡辺敦子、ミュージシャン（元プリンセス・プリンセス）
- 1965年 - 大澄賢也、ダンサー・タレント
- 1965年 - さいとう芽美[9]、女優
- 1965年 - 岡田浩暉、ミュージシャン、俳優（To Be Continued）
- 1965年 - 若林亜紀、作家
- 1965年 - ケリー・ローワン、女優
- 1966年 - 船守さちこ、アナウンサー、音楽評論家
- 1966年 - 谷本龍哉、政治家
- 1966年 - スティーヴ・ヴァレンタイン、俳優
- 1967年 - 河上幸恵、ラジオパーソナリティ、歌手、元アイドル
- 1967年 - キース・アーバン、歌手
- 1968年 - 井森美幸、タレント
- 1968年 - スコット・ライディ、元プロ野球選手
- 1969年 - 諏訪哲史、小説家
- 1969年 - Sammy、歌手
- 1970年 - 原田龍二、俳優
- 1970年 - 岡部孝信、元スキージャンプ選手、指導者
- 1970年 - 佐藤正人、オートレース選手（+ 2021年）
- 1971年 - 千秋、タレント
- 1971年 - リトル清原、ものまねタレント
- 1971年 - 佐々木収、ミュージシャン（MOON CHILD）
- 1971年 - 関口伊織、元プロ野球選手
- 1972年 - マツコ・デラックス、コラムニスト・タレント
- 1973年 - TAKAみちのく、プロレスラー
- 1973年 - 鷲崎健、ミュージシャン
- 1973年 - セス・マクファーレン、アニメーター
- 1974年 - ザブングル加藤、お笑い芸人（元ザブングル）
- 1974年 - LISA、ミュージシャン（m-flo）
- 1974年 - ラヴィーナ・タンドン（Raveena Tandon）、女優
- 1975年 - 小西寛子、声優、女優
- 1975年 - 橋本優子、ファッションモデル
- 1976年 - 高尾紳路、囲碁棋士
- 1976年 - ジェレミー・ウォザースプーン、スピードスケート選手
- 1976年 - ミッカ・キプルソフ（英語版）、アイスホッケー選手
- 1977年 - 安藤久美子、アナウンサー
- 1977年 - 澁谷梨絵、篤農家、株式会社シブヤ代表取締役
- 1977年 - MICRO、ラッパー（HOME MADE 家族）
- 1977年 - ADAM at、ミュージシャン
- 1977年 - ジョン・ヘダー、俳優
- 1978年 - 三田あいり、女優、タレント
- 1978年 - CMパンク、プロレスラー
- 1979年 - 堀之内聖、元サッカー選手
- 1980年 - クリスティアン・キヴ、サッカー選手
- 1980年 - 一柳亜矢子、NHKアナウンサー
- 1980年 - 守谷日和、お笑い芸人
- 1981年 - 石川ゆみ、振付師、ダンサー
- 1981年 - ガイ・セバスチャン（英語版）、歌手
- 1982年 - 小笠真紀、ヨガインストラクター、元ミュージカル俳優
- 1982年 - 斉藤慎二、お笑い芸人（ジャングルポケット）
- 1982年 - 中澤聡太、元サッカー選手
- 1982年 - アダム・キャロル（Adam Carroll）、レーサー
- 1983年 - 黒岩悠、騎手
- 1983年 - 吉原寛人、騎手
- 1983年 - 清水昭信、元プロ野球選手
- 1983年 - フランシスコ・リリアーノ、元プロ野球選手
- 1983年 - ドミトリ・シチェフ、サッカー選手
- 1984年 - 吉野ももみ、元タレント
- 1984年 - サーシャ・コーエン、フィギュアスケート選手
- 1984年 - ジェフェルソン・ファルファン、サッカー選手
- 1984年 - アドリアーノ・コレイア、サッカー選手
- 1984年 - 矢野大輔、元サッカー選手
- 1984年 - ハファエル・ドス・アンジョス、総合格闘家
- 1985年 - モンタ・エリス、バスケットボール選手
- 1985年 - アンドレア・バルニャーニ、バスケットボール選手
- 1986年 - 太田エイミー、タレント
- 1986年 - ダミャン・オストイッチ、フィギュアスケート選手
- 1986年 - ウーヴェ・ゲンスハイマー、ハンドボール選手
- 1987年 - 今井メロ、スノーボード選手
- 1987年 - 大熊祐依、バスケットボール選手
- 1987年 - エリエーサー・ナバーロ、元プロ野球選手
- 1987年 - パトリック、サッカー選手
- 1990年 - 川島正太郎、騎手
- 1990年 - kiki vivi lily、シンガーソングライター
- 1991年 - 渡部秀、俳優
- 1991年 - 飯田里穂、タレント、声優
- 1991年 - ドミニク・レオン、プロ野球選手
- 1992年 - 堀田茜、ファッションモデル、タレント
- 1992年 - ドワイト・スミス・ジュニア、プロ野球選手
- 1993年 - 釜田佳直、元プロ野球選手
- 1994年 - 逢坂南、タレント
- 1995年 - 袁琦琦、陸上競技選手
- 1995年 - 中本悠太、アイドル（NCT）
- 1996年 - 杉原凜、アナウンサー
- 1996年 - 三浦海里、俳優、タレント、元アイドル
- 1997年 - 福地桃子、女優
- 1998年 - 黒沼咲百、バスケットボール選手
- 1999年 - 月足天音、アイドル（FRUITS ZIPPER、元HKT48）
- 1999年 - 新田ほのか、声優
- 1999年 - 圓道将良、サッカー選手
- 1999年 - ルイス・パティーノ、プロ野球選手
- 1999年 - 川口冬弥、プロ野球選手
- 2000年 - 速水将大、元プロ野球選手
- 2001年 - 持丸泰輝、プロ野球選手
- 2001年 - 青柳佑芽、アイドル（アップアップガールズ（仮））
- 2001年 - 吉沢千佳、元アイドル（元2o Love to Sweet Bullet）
- 2002年 - RIKU、アイドル（NiziU）
- 生年不詳 - 道平陽子、タレント、元宝塚歌劇団雪組
- 生年不詳 - ゆーちゃそ王子、モデル、タレント、アーティスト
- 生年不詳 - おみむらまゆこ、声優、ラジオパーソナリティ
- 生年不詳 - 木村大樹、声優
- 生年不詳 - 茶乃、声優
- 生年不詳 - 中村カンナ、声優
- 生年不詳 - 橋爪紋佳、声優
- 生年不詳 - 安田早希、声優
- 生年不詳 - 高橋正和、アナウンサー
- 生年不詳 - 平井こと、グラビアアイドル

## 忌日

### 人物

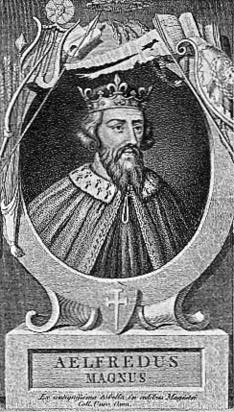
アングロ・サクソン人の統一王国を樹立したアルフレッド大王(849-899)没。

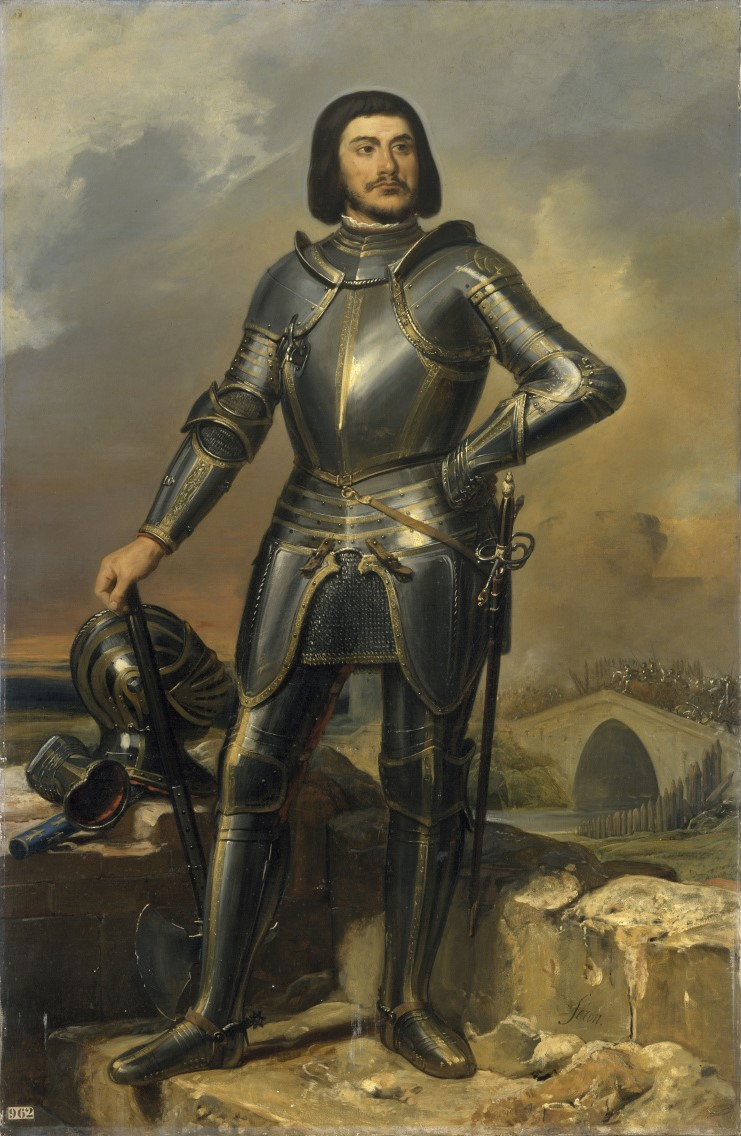
童話『青ひげ』のモデルとなったフランスの貴族、ジル・ド・レ(1404-1440)刑死。

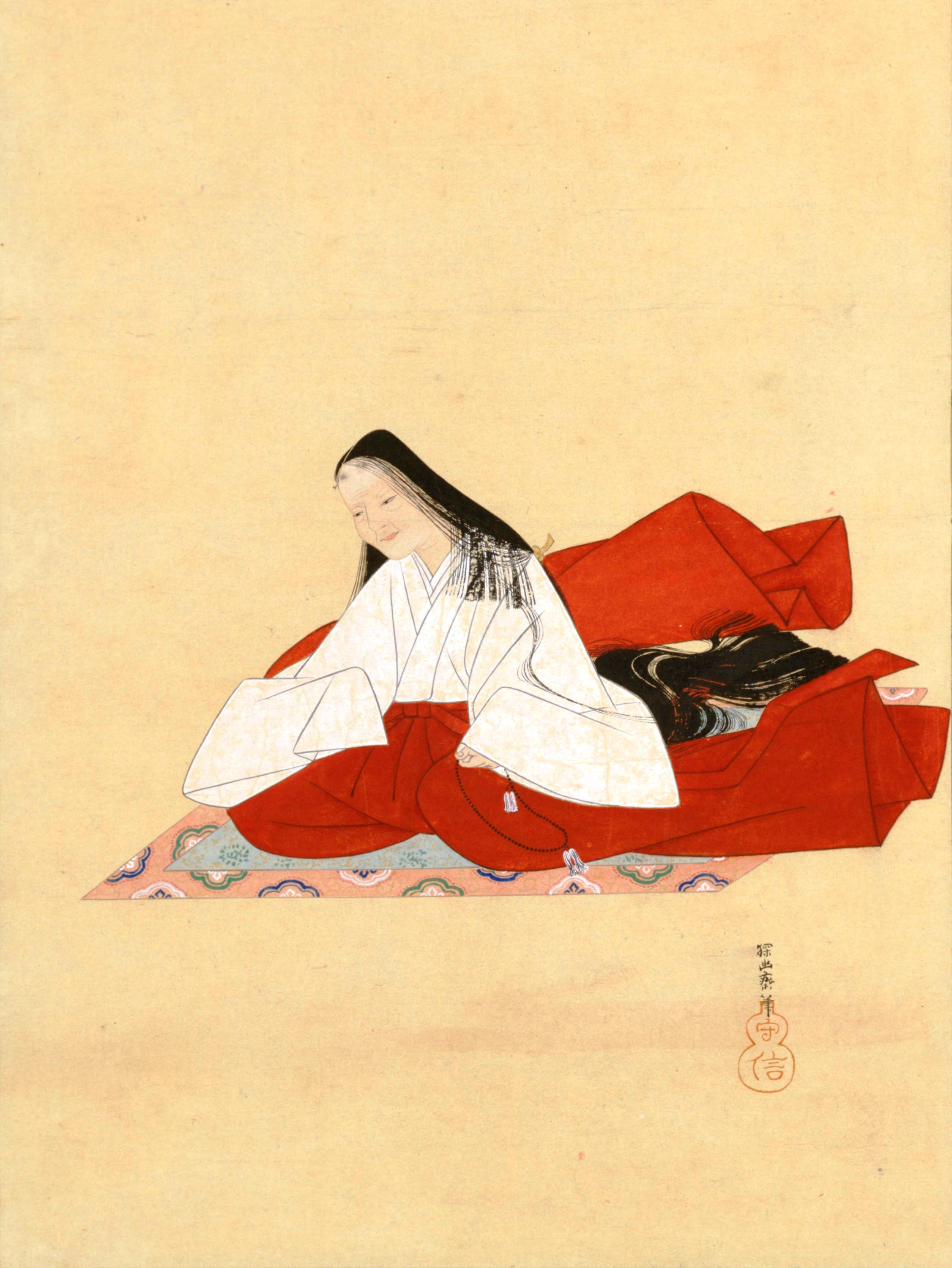
徳川家光の乳母、春日局(1579-1643)没。江戸大奥の礎を築いた。

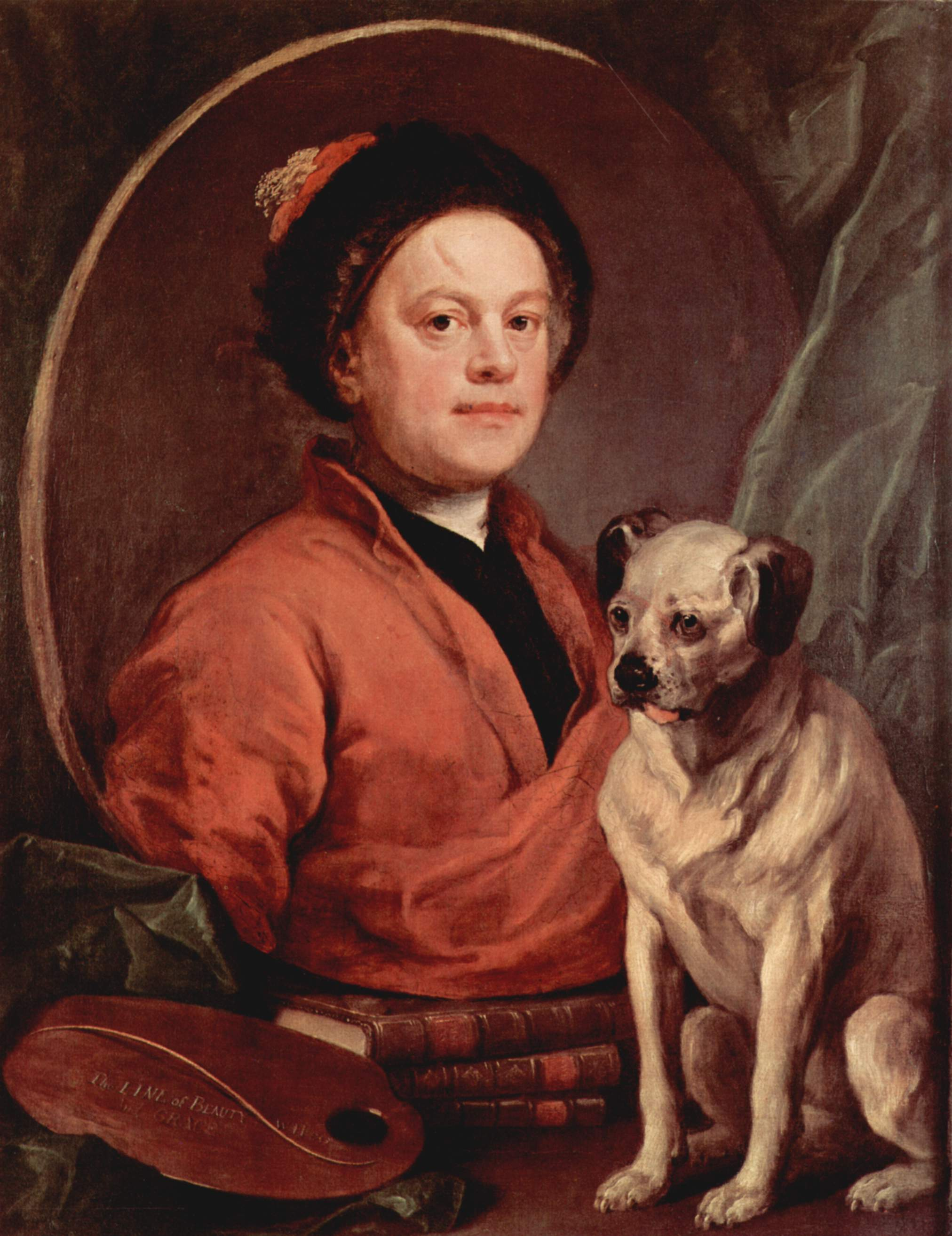
イギリスの画家ウィリアム・ホガース(1697-1764)没。

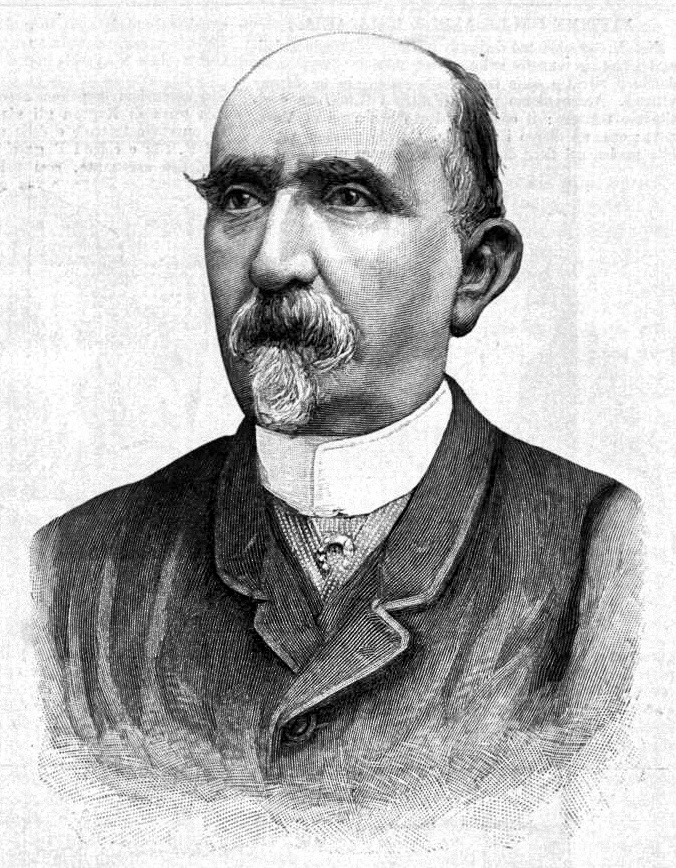
『ピノッキオの冒険』の作者、カルロ・コッローディ(1826-1890)没。

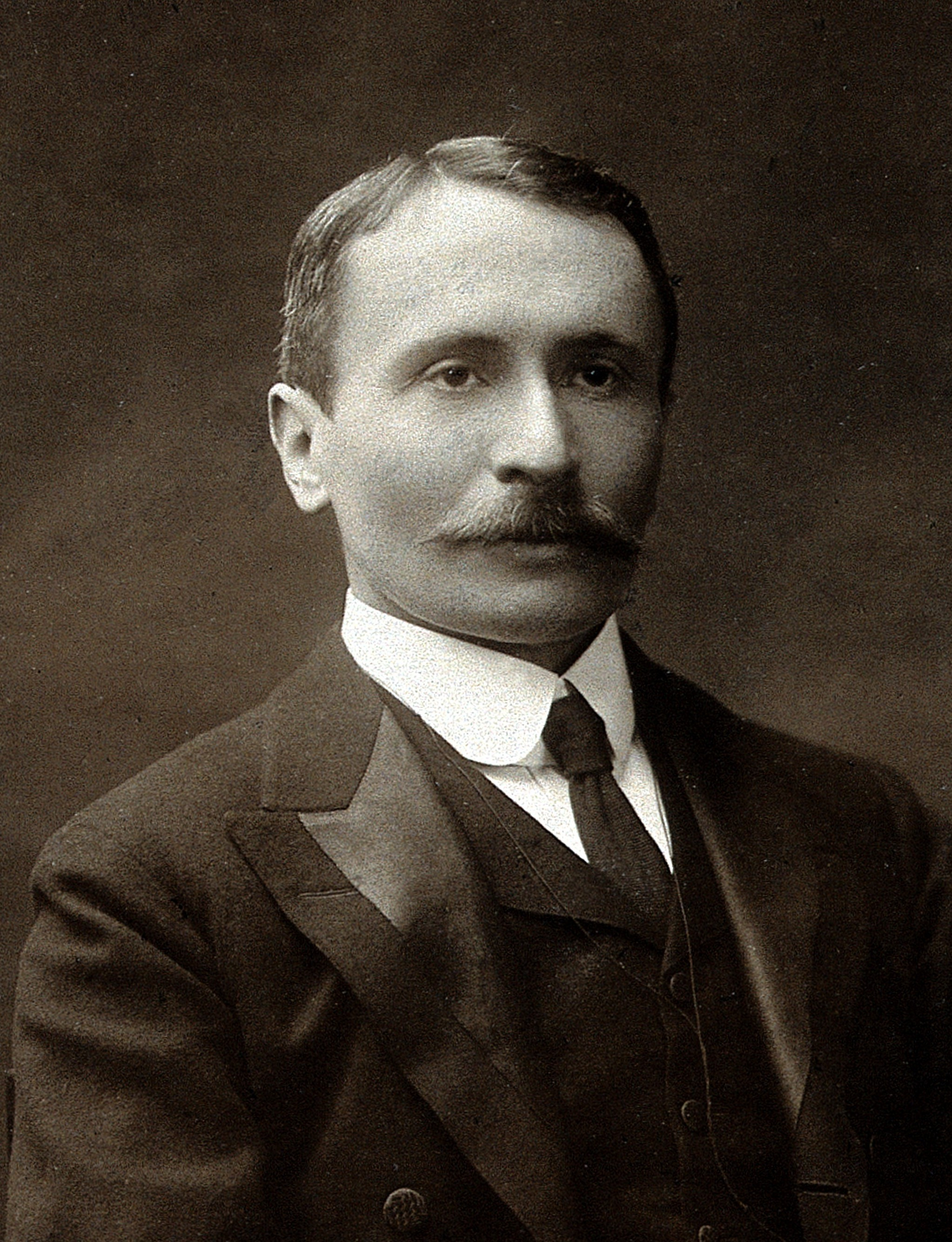
敦煌莫高窟を調査したオーレル・スタイン(1862-1943)没。

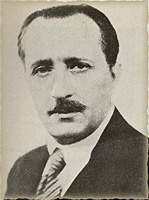
敦煌莫高窟を調査したポール・ペリオ(1978-1945)没。

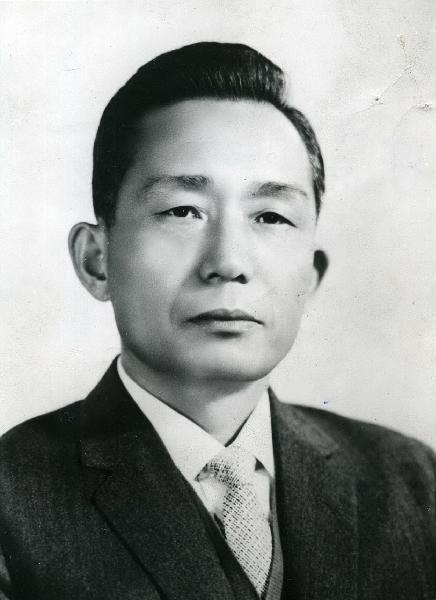
第5-9代韓国大統領、朴正煕(1917-1979)暗殺。

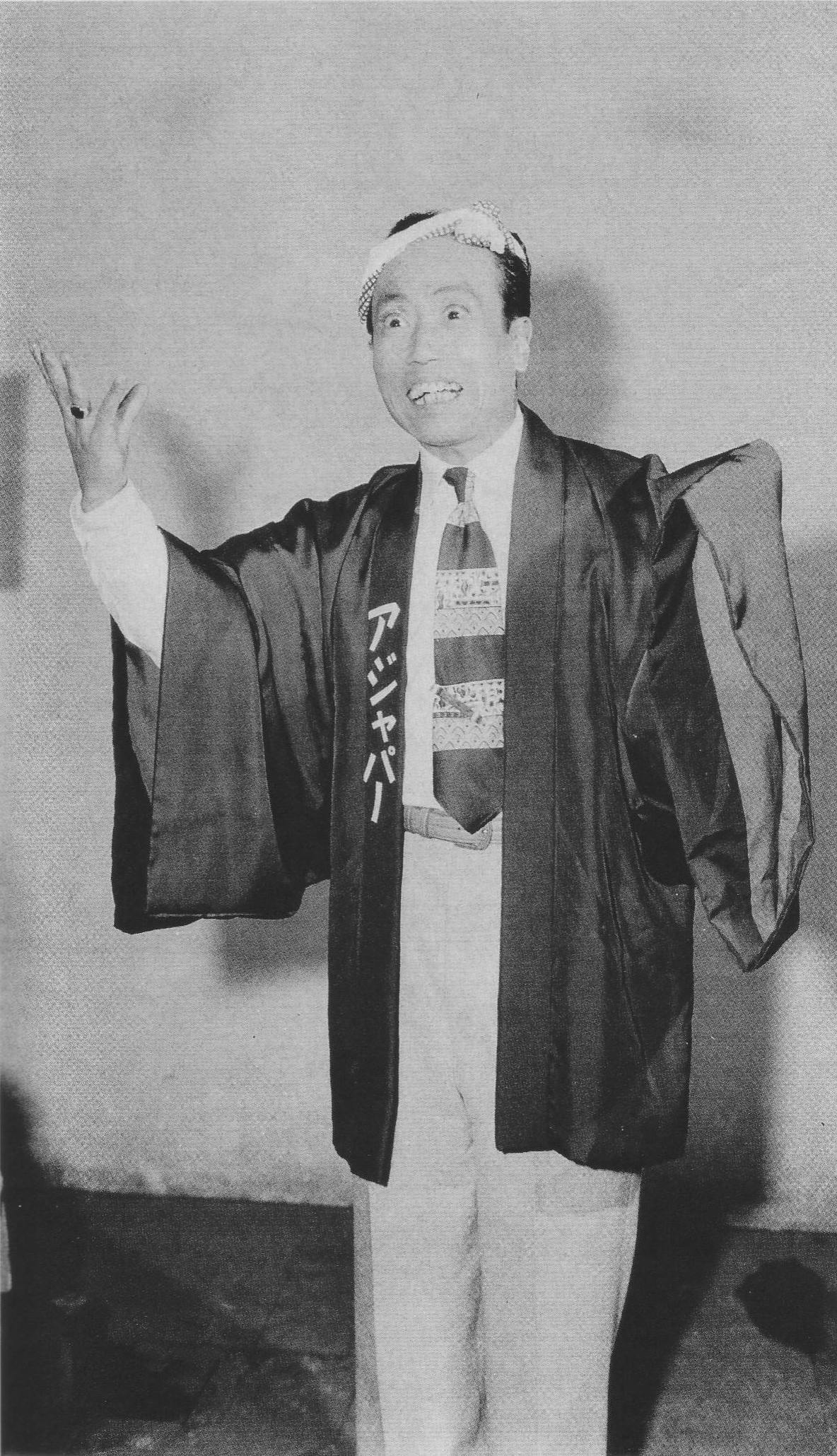
コメディアン、伴淳三郎(1908-1981)没。「アジャパー」のギャグで一世を風靡した。

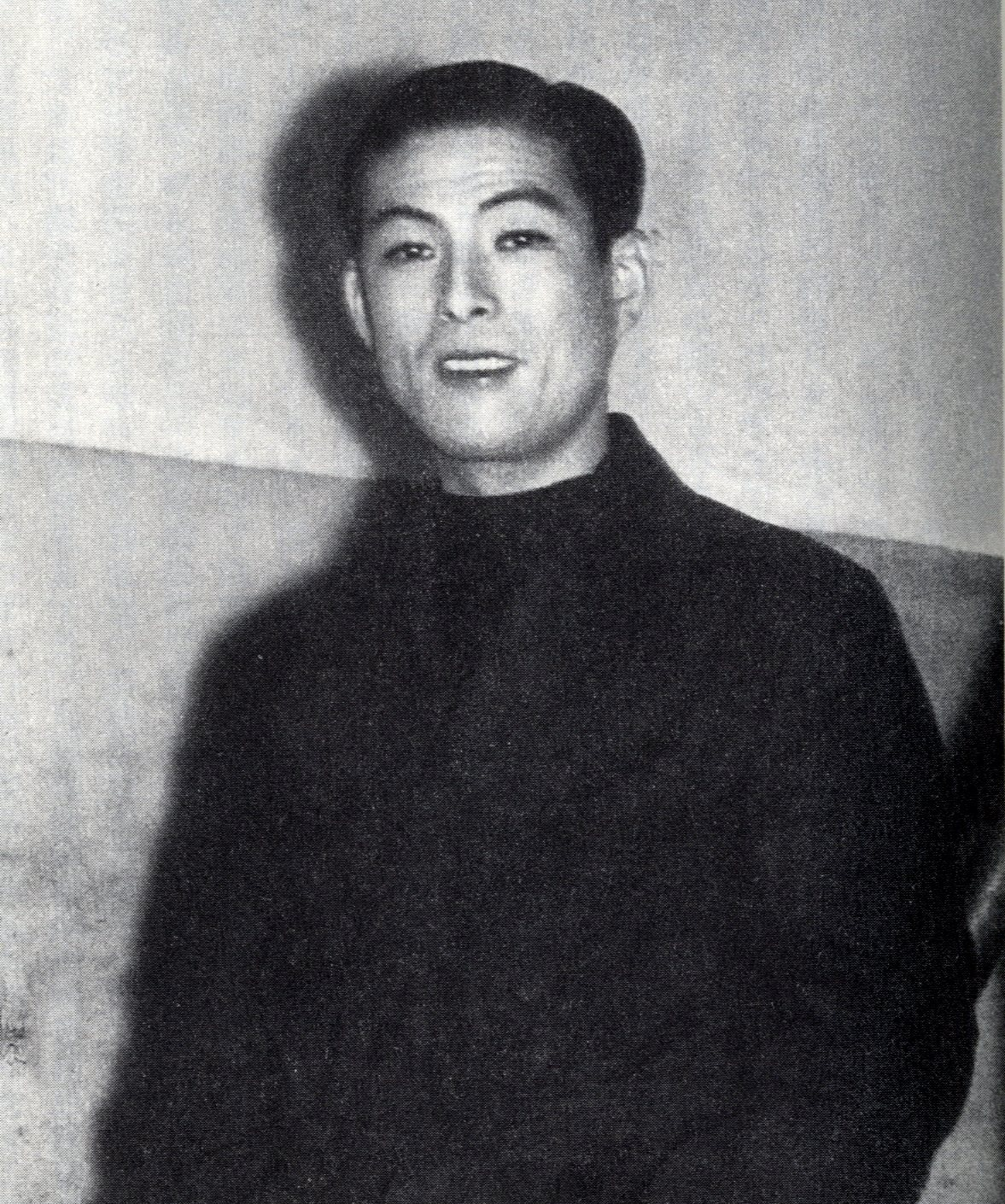
歌手、映画俳優、灰田勝彦(1911-1982)没。『燦めく星座』『鈴懸の径』などの流行歌を歌った。

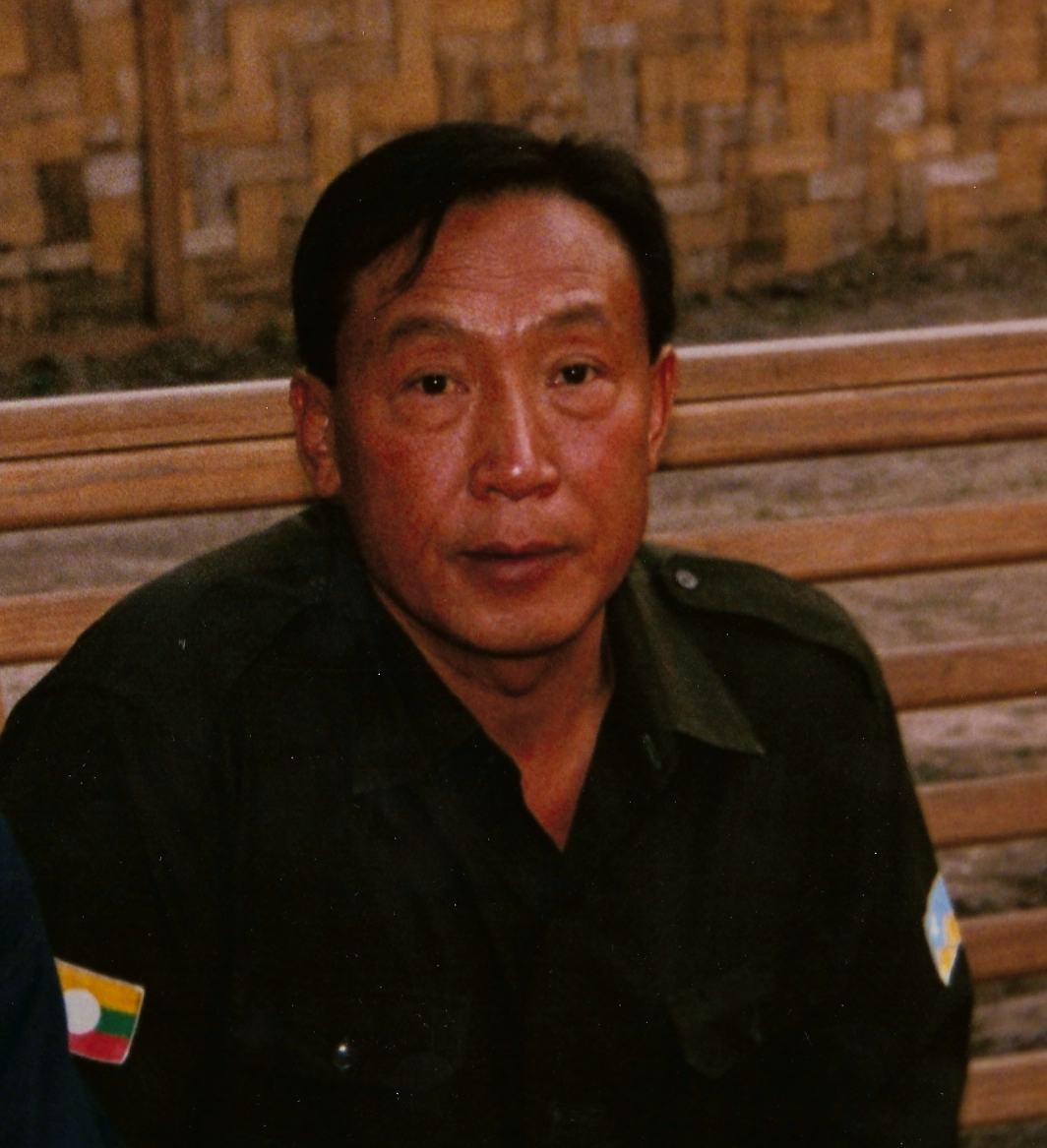
シャン族解放組織の指導者にして、黄金の三角地帯を築いた麻薬王クン・サ(1934-2007)没。

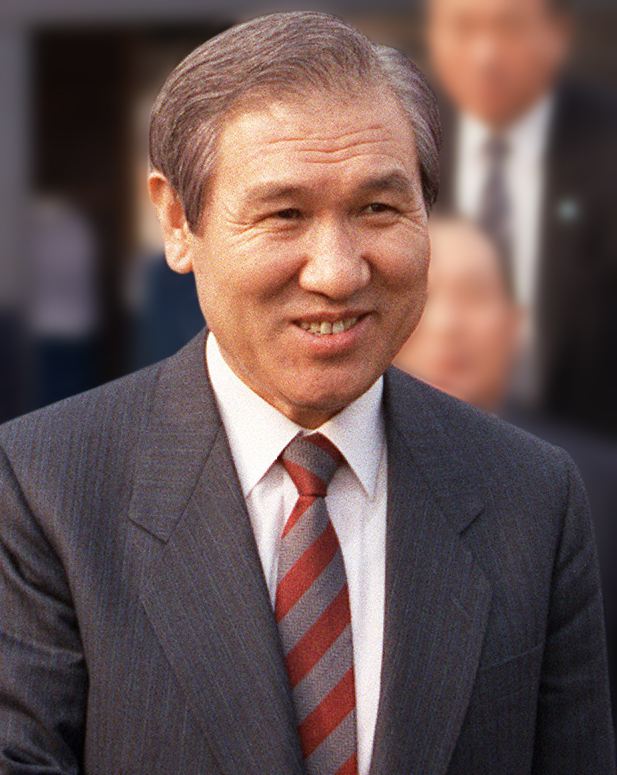
第13代韓国大統領盧泰愚(1932-2021)没。

- 899年 - アルフレッド大王、ウェセックス王（* 849年）
- 1440年 - ジル・ド・レイ、フランスの貴族（* 1404年）
- 1576年 - フリードリヒ3世、プファルツ選帝侯（* 1515年）
- 1613年 - ジャン・ボアン、植物学者、医師（* 1541年）
- 1633年（寛永10年9月24日）- 堀尾忠晴、松江藩主（* 1596年）
- 1643年（寛永20年9月14日） - 春日局、徳川家光の乳母（* 1579年）
- 1706年 - アンドレアス・ヴェルクマイスター、音楽理論家（* 1645年）
- 1764年 - ウィリアム・ホガース、画家（* 1697年）
- 1764年 - ミケランジュ・スロッツ、彫刻家（* 1705年）
- 1828年 - アルブレヒト・ダニエル・テーア、農学者（* 1752年）
- 1843年 - ヨハン・クリスティアン・アウグスト・ハインロート（英語版）、医師、心理学者（* 1773年）
- 1845年 - カロライナ・オリファント（英語版）、作詞家（* 1766年）
- 1864年（元治元年9月26日）- 周布政之助、長州藩士（* 1823年）
- 1868年 - ヴィルヘルム・グリージンガー（英語版）、神経科医、精神科医（* 1817年）
- 1871年 - トマス・ユーイング、第14代アメリカ合衆国財務長官、初代アメリカ合衆国内務長官（* 1789年）
- 1874年 - ペーター・コルネリウス、作曲家（* 1824年）
- 1890年 - カルロ・コッローディ、小説家（* 1826年）
- 1893年 - フランツ・グラスホフ（英語版）、応用力学者（* 1826年）
- 1902年 - エリザベス・キャディ・スタントン、女性運動家（* 1815年）
- 1905年 - ヴィクトル・ボリソフ＝ムサトフ、画家（* 1870年）
- 1908年 - 榎本武揚、政治家、幕臣（* 1836年）
- 1909年 - 伊藤博文、第1・5・7・10代首相、初代韓国統監（* 1841年）
- 1911年 - 長瀬富郎、実業家、花王創業者（* 1863年）
- 1919年 - 明石元二郎、第7代台湾総督、陸軍軍人（* 1864年）
- 1923年 - チャールズ・プロテウス・スタインメッツ、数学者、電気工学者（* 1865年）
- 1927年 - 八木重吉、詩人（* 1898年）
- 1930年 - ウォルデマール・ハフキン、細菌学者（* 1860年）
- 1931年 - チャールズ・コミスキー、シカゴ・ホワイトソックスオーナー（* 1859年）
- 1933年 - ジョゼ・マリョア、画家（* 1855年）
- 1935年 - 山下義韶、柔道家（* 1865年）
- 1937年 - 上田萬年、国語学者（* 1867年）
- 1940年 - オルガ・ボズナンスカ、画家（* 1865年）
- 1943年 - オーレル・スタイン、探検家（* 1862年）
- 1944年 - ベアトリス、ヴィクトリア英女王の五女（* 1857年）
- 1944年 - 天川清三郎、プロ野球選手（* 1919年）
- 1944年 - 西沢広義、軍人（* 1920年）
- 1945年 - ポール・ペリオ、探検家（* 1878年）
- 1949年 - 林家正蔵 (7代目)、落語家（* 1894年）
- 1952年 - マートル・マカティアー、テニス選手（* 1878年）
- 1952年 - ハティ・マクダニエル、女優（* 1895年）
- 1956年 - ヴァルター・ギーゼキング、ピアニスト（* 1895年）
- 1957年 - ヘンリー・ピルスブリー、生物学者（* 1862年）
- 1957年 - ニコス・カザンザキス、作家（* 1883年）
- 1957年 - ゲルティー・コリ、生化学者（* 1896年）
- 1962年 - ルイーズ・ビーヴァース、女優（* 1902年）
- 1963年 - 川喜田半泥子、陶芸家、銀行家、政治家、第6代百五銀行頭取（* 1878年）
- 1964年 - 福田泰三、政治家、元山口県下関市長（* 1886年）
- 1966年 - 内藤辰雄[10]、小説家（* 1893年）
- 1966年 - アルマ・コーガン、歌手（* 1932年）
- 1972年 - アウニ・ヌオリヴァーラ（英語版）、教師、画家、作家（* 1883年）
- 1972年- イーゴリ・シコールスキイ、航空機技術者、シコルスキー・エアクラフト創業者（* 1889年）
- 1973年 - セミョーン・ブジョーンヌイ、軍人（* 1883年）
- 1976年 - デリック・クック、音楽学者（* 1919年）
- 1977年 - 岡田源三郎、元プロ野球監督（* 1896年）
- 1979年 - 高浜年尾、俳人（* 1900年）
- 1979年 - 朴正煕、政治家、第5 - 9代韓国大統領（* 1917年）
- 1979年 - 車智澈、韓国大統領警護室長（* 1934年）
- 1980年 - 中河幹子、国文学者、歌人（* 1895年）
- 1981年 - 伴淳三郎、コメディアン（* 1908年）
- 1982年 - 小松みどり、女優（* 1891年）
- 1982年 - 灰田勝彦、歌手、俳優（* 1911年）
- 1983年 - アルフレト・タルスキ、数学者、論理学者（* 1901年）
- 1984年 - 鷲見三郎、バイオリン指導者、指揮者（* 1902年）
- 1985年 - 宝井馬琴 (5代目)、講談師（* 1903年）
- 1986年 - ジャクソン・ショルツ、陸上競技選手（* 1897年）
- 1986年 - 富樫淳、元プロ野球選手（* 1924年）
- 1987年 - 南部圭之助、映画雑誌編集者、映画評論家（* 1904年）
- 1989年 - 浦辺粂子、女優（* 1902年）
- 1989年 - チャールズ・ペダーセン、化学者（* 1904年）
- 1989年 - 平田九州男、実業家、元富士写真フイルム（現富士フイルム）社長（* 1909年）
- 1989年 - アーマル・フレイズ（英語版）、エンジニア（* 1913年）
- 1990年 - 土井登[11]、政治家、元石川県金沢市長（* 1901年）
- 1992年 - 生原昭宏、アマチュア野球指導者（* 1937年）
- 1994年 - 川上行蔵、栄養学者、食物史学者（* 1898年）
- 1994年 - 鍵田忠三郎、政治家、元奈良市長（* 1922年）
- 1995年 - 松葉昇、元プロ野球選手（* 1922年）
- 1995年 - 平山雄、医学者（* 1923年）
- 1998年 - 岩澤健吉、数学者、プリンストン大学名誉教授（* 1917年）
- 2000年 - 市橋とし子[12]、人形作家（* 1907年）
- 2001年 - 寺島龍一、洋画家（* 1918年）
- 2002年 - ジャック・マシュウ、フランス陸軍の大将（* 1908年）
- 2002年 - 小島寅雄[13]、教育者、政治家、元鎌倉市長（* 1914年）
- 2002年 - 寺山義雄、農政ジャーナリスト（* 1919年）
- 2003年 - 高橋功[14]、医師、ギター奏者（* 1907年）
- 2003年 - 育野重一、映画美術監督（* 1926年）
- 2003年 - 宮里松正、弁護士、政治家（* 1927年）
- 2004年 - リカルド・オドノポソフ、ヴァイオリニスト（* 1914年）
- 2004年 - 原卓也、ロシア文学者、翻訳家、元東京外語大学学長（* 1930年）
- 2005年 - 栄毅仁、実業家、政治家、中国国際信託投資公司創設者、第6代中国国家副主席（* 1916年）
- 2005年 - 吉田鴻司、俳人（* 1918年）
- 2005年 - 吉川元忠、経済学者（* 1934年）
- 2006年 - 小島信夫、小説家（* 1915年）
- 2006年 - 志苫裕、政治家（* 1927年）
- 2006年 - 大木金太郎、プロレスラー（* 1929年）
- 2007年 - アレクサンドル・フェクリソフ、ソビエト連邦の諜報員（* 1914年）
- 2007年 - アーサー・コーンバーグ、生化学者（* 1918年）
- 2007年 - 花井哲郎、古生物学者、東京大学名誉教授（* 1924年）
- 2007年 - クン・サ、軍人、黄金の三角地帯形成者（* 1934年）
- 2007年 - 藤村雅美、高校野球指導者（* 1950年）
- 2008年 - 大島武、プロ野球選手（* 1922年）
- 2008年 - 関晴正、政治家（* 1923年）
- 2008年 - 水原一、中世文学者、駒澤大学名誉教授（* 1925年）
- 2008年 - 中村忠、会計学者、一橋大学名誉教授（* 1930年）
- 2008年 - スペシャル・デリバリー・ジョーンズ、プロレスラー（* 1945年）
- 2009年 - 堀内俊夫、政治家、第19代環境庁長官、第3代奈良県天理市長（*1918年）
- 2009年 - 村木与四郎、美術監督、第9代日本映画・テレビ美術監督協会理事長（* 1924年）
- 2009年 - ジョージ・ナオペ、ハワイアンミュージシャン（* 1928年）
- 2009年 - 室伏哲郎、作家、評論家、ジャーナリスト（* 1930年）
- 2010年 - コロムビア・ライト、漫才師、漫談家（* 1927年）
- 2010年 - 三木申三、医師、政治家、第54-56代徳島県知事（* 1928年)
- 2010年 - 本橋浩一、アニメーションプロデューサー、日本アニメーション設立者（* 1930年）
- 2010年 - 千葉国男、政治家（* 1941年）
- 2011年 - 嶋崎譲、政治家、政治学者（* 1925年）
- 2012年 - 長野洋、脚本家（* 1934年）
- 2012年 - 宮本直毅、囲碁棋士（* 1934年）
- 2012年 - 佐藤博、シンガーソングライター、キーボーディスト（* 1947年）
- 2012年 - 桑名正博、歌手、実業家（* 1953年）
- 2013年 - 岡村總吾、海軍軍人、電子工学者、東京大学名誉教授、東京電機大学名誉学長（* 1918年）
- 2013年 - アル・ジョンソン、歌手（* 1948年）
- 2014年 - 神尾久美子、俳人（* 1923年）
- 2014年 - 岡崎久彦、元外交官・評論家（* 1930年）
- 2014年 - 赤瀬川原平、美術家、作家（* 1937年）
- 2014年 - センゾ・メイワ、サッカー選手（* 1987年）
- 2014年 - オスカー・タベラス、プロ野球選手（* 1992年）
- 2015年 - レオ・カダノフ、物理学者（* 1937年）
- 2016年 - 道正邦彦、官僚、元労働事務次官（* 1919年）
- 2016年 - 穂坂衛、コンピュータ技術者、MARS-1共同開発者、東京大学名誉教授（* 1920年）
- 2016年 - 高井有一、小説家（* 1932年）
- 2016年 - 百瀬明治、作家（* 1941年）
- 2017年 - 幸田重教、実業家、元三井石油化学工業社長（* 1928年）
- 2017年 - 毛利子来、小児科医（* 1929年）
- 2017年 - 篠沢秀夫、フランス文学者、学習院大学名誉教授（* 1933年）
- 2018年 - 佐藤きよ子、政治家（* 1919年）
- 2018年 - 土田将雄、国文学者、イエズス会司祭、上智大学元学長・名誉教授（* 1923年）
- 2018年 - 森下整鎮、元プロ野球選手（* 1933年）
- 2019年 - 吉田博美、政治家（* 1949年）
- 2019年 - アブー・バクル・アル＝バグダーディー、ISIL指導者、自称カリフ（*1971年）
- 2020年 - 伊藤郁男、政治家（* 1930年）
- 2021年 - 盧泰愚、政治家、第13代韓国大統領（* 1932年）
- 2021年 - パルト小石、お笑い芸人（ナポレオンズ）（* 1952年）
- 2023年 - 犬塚弘、俳優、コメディアン、ベース（元ハナ肇とクレージーキャッツ）（* 1929年）
- 2024年 - 飯塚幸三、計量学者（* 1931年）

### 人物以外（動物など）
- 2010年 - パウル、サッカードイツ代表の国際試合の結果を予言したマダコ（* 2008年）

## 記念日・年中行事
- ナショナルデー（ オーストリア）
1955年のこの日、永世中立国宣言をしたことを記念。
- アンガム・デー（ ナウル）
第一次世界大戦により民族の存続に必要とされる1500人を下回ったナウルの人口が、1932年のこの日に1500人に達したことを記念。
- インターセックス啓発デー（国際啓発デー）
- サーカスの日（ 日本）
1871年10月26日にフランスの「スリエサーカス」が東京招魂社（現・靖国神社）でサーカス興行を行ったことに由来[15]。
- 柿の日（ 日本）
1895年10月26日に正岡子規が「柿くへば鐘が鳴るなり法隆寺」の句を詠んだことに由来。全国果樹研究連合会カキ部会が2005年に制定。
- デニムの日（ 日本）
語呂合わせの音が「デニム」に近いことから岡山デニム協同組合が制定[16]。
- 原子力の日（ 日本）
1956年10月26日に日本が国際原子力機関 (IAEA) に加盟したこと、及び1963年10月26日に茨城県東海村の日本原子力研究所で日本初の原子力発電が行われたことに由来。日本政府が1964年に制定。
- 歴史シミュレーションゲームの日（ 日本）
1981年10月26日に、光栄マイコンシステム（現コーエーテクモゲームス）による同社初の歴史シミュレーションゲーム、『川中島の合戦』が発売されたことに由来。発売35周年にあたる2016年に日本記念日協会により認定。
- どぶろくの日（ 日本）
濁酒（どぶろく）造りのシーズンが始まる10月下旬に合わせ、長野県佐久市の武重本家酒造株式会社が制定し、日本記念日協会が認定し登録される。ど（10）ぶ（2）ろく（6）という語呂合わせから来ていて、どぶろくの魅力を広めることが目的。
- きしめんの日（ 日本）
10月は食欲の秋の時期であること、食感がつ（2）る（6）つ（2）る（6）していることから、2008年に制定された[17][18]。
- アルファベットチョコレートの日（ 日本）
名糖産業が製造・販売する「アルファベットチョコレート」の発売50周年を迎えたことを記念し、2020年に制定した。日付は「ひとくちチョコ」であることから「一口」を「10」と表し、アルファベットが26文字であることを合わせたもの。